# 雲龍久吉
雲龍 久吉（うんりゅう きゅうきち（ひさきち）、1823年 - 1890年6月15日）は、筑後国山門郡大和村（現：福岡県柳川市）出身で追手風部屋（入門時は陣幕部屋）に所属した大相撲力士。第10代横綱。本名は塩塚 久吉で、のちに佐藤 喜太郎と名乗る。

## 来歴
1823年に筑後国山門郡で半農半漁を営む家の長男として生まれたが、1835年に大流行した疫病で両親・祖母を相次いで失ったため、生来の怪力を活かして力仕事をこなし、幼い弟と妹を養った。やがて力仕事だけでは養っていけなくなり、土地相撲で頭取を務めていた小櫻（京都相撲の元力士だったと伝わる）、箕嶋に指導を受けた。
やがて、土地相撲から陣幕部屋（大坂相撲）に入門したが、1846年に江戸へ出て江戸相撲・追手風の弟子となり、1848年11月場所において幕下二段目付け出しで初土俵を踏むと同時に、柳川藩の抱え力士となる。1853年2月場所で新入幕を果たすと4場所連続で優勝相当成績（8勝1分1休、7勝1敗1分1休、6勝1分1預2休、8勝2休）を挙げるなど順調に出世していき、1858年1月場所で大関へ昇進、1861年9月場所で吉田司家から横綱免許を授与された。
その後は、体力の衰えもあって1865年2月場所を最後に現役を引退して年寄・追手風を襲名し、相撲会所の筆頭（ふでがしら、現在の相撲協会理事長）を務め、明治維新後の大相撲復興に手腕を発揮した。1891年6月15日に死去、67歳没。実在性に乏しい初代横綱「明石志賀之助」から第3代「丸山権太左衛門」までを公式横綱として認定したのは、この雲龍であるとされる。雲龍が記した手記によると、第17代「小錦八十吉」までの横綱について記されている。

## 「雲龍型」の土俵入り
横綱土俵入りのうち、「不知火型」を考案した人物とされている。これは通説によると「雲龍型と不知火型の名前が途中で入れ替わった」とされているが、雲龍と不知火の土俵入りがあまりにも美しかったために後世になって名前のみが残され、正式に型の名前を付ける際によく調査していなかったことから入れ替わってしまった、という見方がある。
実際に雲龍と不知火がどのような型の土俵入りを行っていたかは、後年になって錦絵や写真から判断されている（両手を広げた不知火型で横綱土俵入りを行う雲龍の錦絵が残存していたり、不知火が雲龍型のポーズをとっている写真も現存する）。

## 主な成績
- 通算幕内成績：127勝32敗15分5預55休　勝率.799（26場所）
- 優勝相当成績：7回

### 場所別成績
- 江戸相撲の本場所のみを示す。
- 当時は十両の地位が存在せず、幕内のすぐ下が幕下であった。番付表の上から二段目であるため、現代ではこの当時の幕下は、十両創設後現代までの十両・幕下と区別して二段目とも呼ぶ。

| 1847年 | x                        | 西幕下25枚目 –        |
| 1848年 | 東幕下19枚目 –           | 東幕下15枚目 –        |
| 1849年 | 東幕下13枚目 –           | 東幕下12枚目 –        |
| 1850年 | 東幕下12枚目 –           | 東幕下6枚目 5–4 1預   |
| 1851年 | 東幕下2枚目 3–0–1 1分    | 東幕下2枚目 5–1–3 1預 |
| 1852年 | 東前頭7枚目 8–0–1 1分    | 東前頭3枚目 7–1 1分   |
| 1853年 | 東前頭2枚目 6–0–2 1分1預 | 東前頭筆頭 8–0–2      |
| 1854年 | 東小結 3–3–1 3分         | 東小結 5–1–1 2分1預   |
| 1855年 | 東小結 – 興行中止        | x                     |
| 1856年 | 東小結 4–1–4 1預         | 東関脇 9–0–1 3分      |
| 1857年 | 東関脇 7–1               | 東関脇 7–1–1 1預      |
| 1858年 | 東大関 5–2–3             | 東大関 – 興行中止     |
| 1859年 | 東大関 5–2–3             | 東大関 3–1–4 1分1預   |
| 1860年 | 東大関 5–2–1 2分         | 東大関 5–1–1          |
| 1861年 | 東大関 3–1–6             | 東大関 7–2–1          |
| 1862年 | 東大関 6–2–2             | 東大関 6–1–2 1分      |
| 1863年 | 東大関 4–3–3             | 東大関 5–1–1 2分      |
| 1864年 | 東大関 5–3–1 1分         | 東大関 4–3–3          |
| 1865年 | 東大関 引退 0–0–10       | x                     |
| 各欄の数字は、「勝ち-負け-休場」を示す。 優勝 引退 休場 十両 幕下 三賞：敢=敢闘賞、殊=殊勲賞、技=技能賞 その他：★=金星 番付階級：幕内 - 十両 - 幕下 - 三段目 - 序二段 - 序ノ口 幕内序列：横綱 - 大関 - 関脇 - 小結 - 前頭（「#数字」は各位内の序列） |                          |                       |

## 関連書籍
- マンガふるさとの偉人「郷土を愛し雲龍型で名を残した第十代横綱　雲龍久吉」 発行 福岡県柳川市教育委員会 2024年3月 https://www.bgf.or.jp/bgmanga/331/